# Pontus
Pontus (řecky Πόντος, Pontos, což znamená „moře“) je název historické oblasti, kde se nacházelo někdejší starověké helénské království, ta se nacházela na jižním břehu Černého moře (Pontos Euxeinos). Do historie se tato země začala zapisovat na konci „temného období“, kdy iónští Řekové nejprve prozkoumali a posléze kolonizovali severní pobřeží Malé Asie. Řekové užívali výrazu Pontos pro různé kraje ležící při Černém moři. Přesné konotace se však tento pojem dočkal až po založení pontského království v průběhu válek diadochů následujících po Alexandrově smrti. Teprve tehdy se termín Pontus ujal jako označení severovýchodní Anatolie. V současnosti je toto území součástí Turecka.

## Geografie

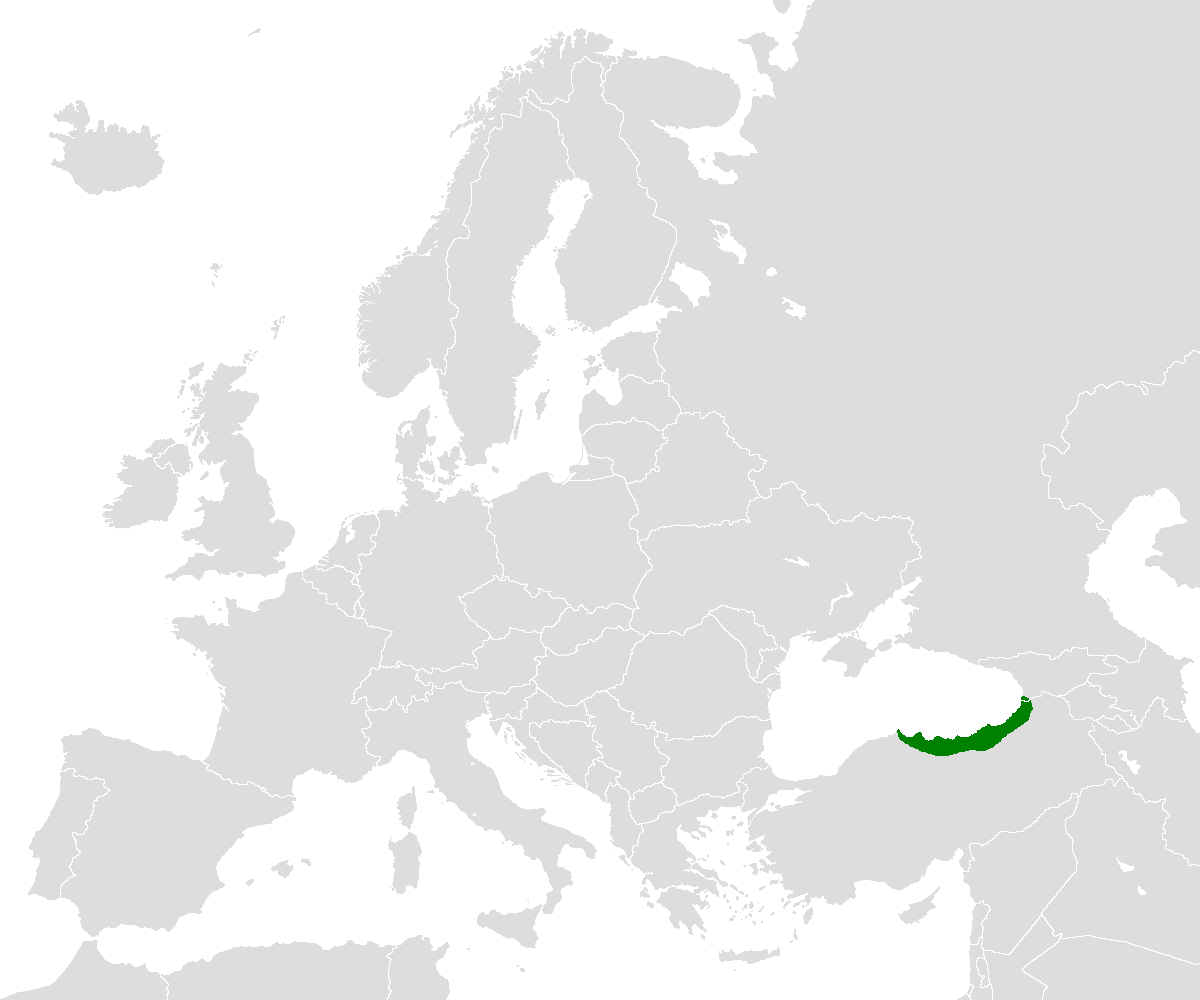
Úmístění Pontu

Území Pontu

Z geografického hlediska tvoří Pontus severovýchodní okraj anatolské náhorní plošiny. Množství různě velkých úrodných planin při pobřeží je od vnitrozemí odděleno příkře se vypínajícími horskými masívy. Přístup do nitra Malé Asie je omezen na několik úzkých údolí, neboť horské pásmo, jež se na západě zdvíhá až do výše 1800 metrů resp. 4000 metrů na východě, utváří téměř nepřekonatelnou přirozenou bariéru. Nejvýše položené svahy vystavené intenzivnímu přílivu dešťových srážek se táhnou směrem na severovýchod. Horská údolí jsou odvodňována četnými řekami, jež se valí ze strmých hřebenů Pontských hor (Doğu Karadeniz Dağları). Většina významných toků se pak vlévá do řeky Iris (dnešní Yeşilırmak), která východně od města Samsun proniká hradbou velehor a ústí do Černého moře. Úzký pruh země při pobřeží západně od Trapezuntu představuje dodnes jedno z nejmalebnějších míst Malé Asie. Řecký zeměpisec Strabón (jenž pocházel z tohoto kraje) zcela po právu vychvaloval mimořádnou úrodnost zdejší půdy. Díky svým specifickým topografickým podmínkám zůstávalo maloasijské pobřeží Černého moře v historii relativně odříznuté od dění v centrální Anatolii.

## Obyvatelstvo
Místní populace byla stejného původu jako obyvatelstvo Kappadokie, s kterou Pontus po dlouhou dobu vytvářel jeden celek. Helénové označovali místní lid jako Leucosyri neboli „Bílé Syřany“. Ovšem etnická příbuznost s jižními Syřany, kteří měli tmavší pokožku, není prokázána. Příslušníci jednoho z místních kmenů (Chalybes) jsou starověkými prameny zmiňováni jako první lidé, kteří prý uměli kout železo. Patrně ještě za Strabónova života (1. století př. n. l.) byla špatně přístupná údolí v odlehlejších, východních oblastech Pontu obývána těmito divokými a polobarbarskými kmeny. Celý jižní břeh Pontu Euxinu byl již od 6. století př. n. l. hustě pokryt bohatými řeckými poleis, jakými byly mílétská osada Amisus (nynější přístav Samsun), Kotyora (Ordu) či Trapezunt (Trabzon). Ten byl od dob Xenofónta až do konce středověku ze všech místních měst nejproslavenější. Trapezunt byl založen osadníky z jiného pontského města, Sinope (Sinop), které bylo pro změnu kolonií Mílétu. Ve vnitrozemí se nacházela Amasia (Amasya), rodiště Strabóna a hlavní město Mithridata VI. Eupatóra, a Comana – proslulé středisko uctívání bohyně Ma (Kybelé).

## Dějiny

### Pontské království
Většina Pontu náležela po staletí ke Kappadokii, která ještě před vzestupem Peršanů sahala od hranic Kilíkie až k Černému moři. Pontské království bylo proto zpočátku označováno jako „Kappadokie při Pontu“, později se však ujalo kratší pojmenování – Pontus. Kappadokií se poté nazývala pouze jižnější část oblasti původně zahrnované pod tento pojem. Zakladatelem Pontu se stal v roce 281 př. n. l. Mithridatés I. Ktistes, syn perského satrapy ve službách někdejšího Alexandrova generála Antigona Jednookého. Mithridatovi převážně stejnojmenní nástupci vládli Pontu až do roku 64 př. n. l. V pořadí pátý pontský král, Farnakés I., který panoval v letech 185 až 169 př. n. l., se po vítězstvích Římanů nad Makedonií a seleukovskou říší rozhodl vstoupit do aliance s touto nově se rodící mocností ve Středozemním moři.
Přátelské vztahy s Římem však skončily poté, co na pontský trůn nastoupil jeden z nejzarytějších nepřátel Římanů. Mithridatés VI. Eupatór (někdy označovaný jako „Veliký“) se chopil moci v roce 120 př. n. l. a zanedlouho se projevil jako nejmocnější monarcha Přední Asie. Během prvních třiceti let své vlády Mithridatés metodicky obsazoval okolní království a připojoval je ke své doméně. Takto si postupně podmanil Kolchidu, bosporské království, Paflagonii a část Arménie. Obratně přitom využíval římské zaneprázdněnosti válkou s Jugurthou v Africe, vpádu Kimbrů a Teutonů na severu a neklidu v Itálii. V té vypukla v roce 91 př. n. l. spojenecká válka, načež si Mithridatés podrobil Bithýnii a v roce 88 př. n. l. napadl římskou provincii Asii. Přitom bylo zmasakrováno kolem 80 000 Římanů a Italů. Mithridatovo vojsko o síle 150 000 mužů se následně vylodilo v Řecku. Mezitím však politické zmatky v Římě vynesly k moci Lucia Cornelia Sullu, který v letech 88 až 85 př. n. l. podnikl proti Mithridatovi několik vojenských tažení. Během nich byl Mithridatés vypuzen z Řecka zpět do Asie. Avšak dříve než mohl Sulla válku úspěšně završit, vynutily si opětovné politické nepokoje přerušení jeho kampaně na východě. S Mithridatem byla uzavřena mírová smlouva, která mu ponechala vládu v jeho království, zatímco Sulla se vrátil do Říma.

### Římská vláda
Třebaže Mithridatés už nepředstavoval pro Římany takovou hrozbu jako zpočátku, v boji proti nim přesto dokázal pokračovat s menšími přestávkami takřka dalších dvacet let. Jeho konečná porážka v roce 64 př. n. l. Pontus definitivně uvrhla do římské sféry vlivu. Po dobytí Pontu Pompeiem byla západní polovina země Římany anektována a spojena se sousední Bithýnií v provincii Bithynia et Pontus. Římany obsazená část, tzv. Ora pontica, ovšem zahrnovala pouze pobřeží mezi městy Hérakleia (Karadeniz Ereğli) a Amisus. Od těchto dob nazývali Římané Pontem východní polovinu této dvojité provincie. V průběhu římských občanských válek se Pontus ještě jednou nakrátko objevil na scéně světových dějin, nicméně jen do okamžiku, kdy Julius Caesar rozdrtil vojsko krále Farnaka II. v bitvě u Zely. Po tomto vítězství poslal Caesar římskému senátu onu proslulou zprávu „Veni, vidi, vici“.
Kontrolu nad východní polovinou království přenechali Římané klientským, pro-římským vládcům domácího či galatského původu. Tento přístup odpovídal soudobé římské politice v Orientu, která se vyhýbala přímému záboru zdejších teritorií, dokud tato nedosáhla určitého stupně civilizace a vnitřního pořádku. Teprve za vlády císaře Nerona v letech 64 n. l. až 65 n. l. bylo celé někdejší pontské království podřízeno římské správě. Jak již bylo uvedeno výše, obyvatelé Pontu byli velmi dovední kováři. Jejich železné výrobky byly proto vyváženy do širokého okolí. Úrodné nížiny Pontu produkovaly ovoce všeho druhu, včetně třešní, které prý odsud Říman Lucullus přinesl poprvé do Evropy. Vývoz vinné révy, dřeva, vosku, obilí a různých jiných komodit přispíval k blahobytu této provincie. Po správní reorganizaci římské říše na konci 3. století, za vlády Diocletiana, byla oblast Pontu rozdělena do čtyř provincií: Paphlagonia, Diospontus (přejmenovaný Konstantinem na Helenopontus), Pontus Polemoniacus a Armenia Minor, které spadaly do pontské diecéze (Dioecesis Pontica). Toto správní členění přetrvalo až do konce 7. století, kdy bylo nahrazeno byzantským systémem vojenských okrsků (thema). Šíření křesťanství započalo v Pontu již na konci 1. století a brzy zapustilo zejména ve městech silné kořeny, čehož si povšimnul Plinius mladší. Ve vnitrozemí se však proces christianizace rozvinul teprve ve 3. století.

### Byzantinci, Osmané a současnost

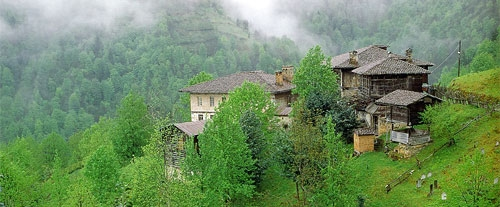
Dům v Pontských horách

Po větší část dějin byzantské říše podléhal Pontus císařské vládě v Konstantinopoli. Po dobytí tohoto města během čtvrté křížové výpravy vzniklo v této oblasti trapezuntské císařství, které existovalo v letech 1204 až 1461. Po dobytí Trapezuntu sultánem Mehmedem II. Fatihem se Pontus stal součástí Osmanské říše, třebaže si uchoval určitou autonomii. Na počátku 20. století se postavení místních křesťanských Řeků značně zhoršilo v důsledku vzestupu nacionalismu za vlády mladoturků, což vyvrcholilo perzekucemi, masovým zabíjením a vyháněním obyvatelstva během řecko-turecké války v letech 1919 až 1922. V souvislosti s tím byl 19. květen, který je v Turecku národním svátkem, připomínajícím příchod Mustafy Kemala do Samsunu v roce 1919 (čímž začala turecká válka za nezávislost), prohlášen řeckým parlamentem za pamětní den genocidy pontských Řeků. Mnozí Turci to považují za provokaci ze strany Řecka. Po založení Turecké republiky pozbyl Pontus své někdejší autonomní postavení. V roce 1921 byl navržen vznik nezávislého pontského státu, který ale nebyl nikdy realizován. Smlouvou z Lausanne, která revidovala předchozí smlouvu ze Sèvres, byla kromě jiného sjednána výměna obyvatelstva mezi Řeckem a Tureckem. V jejím důsledku bylo přesídleno kolem 1,5 milionu Řeků z Anatolie do Řecka a zhruba 500 000 Turků z Řecka do Turecka. Velký počet pontských Řeků uprchl z Turecka do zemí kavkazského regionu, převážně do Arménie, Gruzie a Ruska. Velká část řecké diaspory ve státech bývalého SSSR patří právě k potomkům pontských Řeků.